# Flaga województwa lubelskiego
Flaga województwa lubelskiego – jeden z symboli województwa lubelskiego. Stanowi płat o proporcjach 5:8, na którym trzy pasy poziome srebrny, czerwony i złoty, z tym że pasy górny i dolny szerokości 2/5 każdy, a pas środkowy szerokości 1/5 płata. Na środku umieszczony herb województwa lubelskiego.
Flaga została ustanowiona uchwałą sejmiku 14 czerwca 2004 r.